# Libertas Brindisi 1970-1971
La Libertas Brindisi 1970-1971, prende parte al campionato italiano di Serie B, girone B a 12 squadre. Chiude la stagione regolare al settimo posto con 10V e 12P, 1479 punti segnati e 1489 subiti.

## Storia & Roster
Dura poco l'esperienza di Silvano Lesa sulla piazza di Brindisi, viene infatti ceduto al Pordenone e viene sostituito dal diciottenne Daniele Cecco, un centro di 2,01 fresco nazionale juniores, sempre dal vivaio dell'Ignis Varese viene poi prelevato un altro promettente juniores l'ala grande livornese Fernando Dami soprannominato "il ballerino" e dal Candy Brugherio la guardia Giuseppe Nais. Oltre a Lesa vengono ceduti all'Ignis Varese il nazionale juniores Luigi Longo e il pivot Luigi Ungaro, uno scambio con l'Ignis Varese che per gli addetti ai lavori è stato sfavorevole alla Libertas Brindisi, ma che col tempo si rileverà un affare.
Durante la stagione i rapporti tra i giocatori e la dirigenza saranno molto tesi per motivi economici, l'apice della protesta è lo sciopero di molti giocatori titolari che nella trasferta di Ancona si rifiutano di giocare, costringendo Pentassuglia a schierare la juniores.
In Coppa Italia vengono eliminati negli 8° di finale dalla Simmenthal Milano.
Miglior marcatore della stagione sarà Arigliano con 349p. in 22 partite, seguito da Calderari con 273p. e Labate con 257p. La stagione terminerà con un modesto 53% ai liberi (230/436)
A livello di squadre giovanili la Libertas si qualifica alla finali nazionali in tutte e tre le categorie. Nelle finali allievi di Reggio Emilia si qualifica settima, ad Avellino è quinta nella categorie cadetti e in quella juniores si classificano al 4° nelle finali nazionali giocate a Monfalcone e vinte dalla Splugen Gorizia
| Libertas Brindisi 1970/1971 | Libertas Brindisi 1970/1971 |
| Giocatori                   | Staff tecnico               |
| --------------------------- | --------------------------- |

| N. | Naz.              | Ruolo | Nome                  | Anno | Alt.   | Peso |  |
| -- | ----------------- | ----- | --------------------- | ---- | ------ | ---- |  |
|    | Italia (bandiera) | C     | Giuseppe Antelmi      | 1951 | 193 cm |      |  |
|    | Italia (bandiera) | G     | Mario Panessa         | 1949 | 181 cm |      |  |
|    | Italia (bandiera) | AC    | Giuseppe Rutigliano   | 1948 | 192 cm |      |  |
|    | Italia (bandiera) | A     | Vincenzo Giuri        | 1943 | 181 cm |      |  |
|    | Italia (bandiera) | G     | Claudio Calderari     | 1944 | 182 cm |      |  |
|    | Italia (bandiera) | A     | Teodoro Arigliano     | 1948 | 191 cm |      |  |
|    | Italia (bandiera) | C     | Daniele Cecco         | 1952 | 200 cm |      |  |
|    | Italia (bandiera) | C     | Vittorio Sangiorgio   | 1941 | 195 cm |      |  |
|    | Italia (bandiera) | A     | Piero Labate          | 1951 | 193 cm |      |  |
|    | Italia (bandiera) | AC    | Fernando Dami         | 1952 | 196 cm |      |  |
|    | Italia (bandiera) | G     | Giuseppe Nais         | 1951 | 188 cm |      |  |
|    | Italia (bandiera) | P     | Marcello De Stradis   | 1953 | 181 cm |      |  |
|    | Italia (bandiera) | A     | Maurizio Solfrizzi    | 1955 | 188 cm |      |  |
|    | Italia (bandiera) | P     | Antonio Bray          | 1954 | 183 cm |      |  |
|    | Italia (bandiera) | A     | Giovanni Pentassuglia | 1954 | 194 cm |      |  |
|    | Italia (bandiera) | A     | Piero Gioia           | 1956 | 190 cm |      |  |
|    | Italia (bandiera) | P     | Eupremio Cozzoli      | 1955 | 180 cm |      |  |
|    | Italia (bandiera) | G     | Giuseppe Zingarelli   | 1954 | 184 cm |      |  |

| Allenatore                                  |
| - Elio Pentassuglia                         |
| Assistente/i                                |
| - Nicola Primaverili Legenda - (C) Capitano |

## Risultati

### Stagione regolare
| Arbitri: | Ardito (Napoli) Gatti (Salerno) |

|                                   |       |                                       |
| Cecco 18, Labate 16, Calderari 12 | Punti | Goitan 19, Del Nostro 17, Brusatin 14 |

| Arbitri: | Colonnetti (Milano) Albanesi (Busto Arsizio) |

|                                   |       |                                     |
| Nardi 22, Paganini 9, De Simone 9 | Punti | Calderari 16, Arigliano 11, Cecco 9 |

| Arbitri: | Stefanutti (Venezia) Brunelli (Trieste) |

|                               |       |                                           |
| Giuri 14, Cecco 13, Labate 13 | Punti | Quercia 25, Napoleoni 12, Kunderfranco 11 |

| Arbitri: | Rambelli (Milano) Solenghi (Milano) |

|                                    |       |                                  |
| Poggini 26, Paoli 18, Borghetti 10 | Punti | Labate 20, Cecco 14, Arigliano 8 |

| Arbitri: | Ravaglioli M. (Colleferro) Ravaglioli L. (Colleferro) |

|                                       |       |                                      |
| Calderari 23, Labate 18, Arigliano 12 | Punti | Polenta 12, Marchionetti 10, Tozzi 9 |

| Arbitri: | Rotondi (Bologna) Sidoli (Reggio Emilia) |

|                                       |       |                                  |
| Fucile 28, Talamas 17, Gambardella 17 | Punti | Calderari 23, Labate 12, Dami 10 |

| Arbitro: | Albanese (Busto Arsizio) |

|                                      |       |                                         |
| Arigliano 16, Calderari 14, Giuri 10 | Punti | Raffaele 19, Spinetti 17, Mascellari 10 |

| Arbitri: | Ferrari (Imola) Dura (Bologna) |

|                                    |       |                         |
| D'Orazio 17, Tulli 14, Pomiglio 11 | Punti | Arigliano 22, Labate 15 |

| Arbitri: | Tantini (Reggio Emilia) Ferri (Imola) |

|                                       |       |                                     |
| Arigliano 24, Labate 22, Calderari 18 | Punti | Borromeo 22, Marchetti 20, Danzi 12 |

| Arbitri: | Martinelli (Pisa) Petrelli (Livorno) |

|                                        |       |                                    |
| Lo Presti 23, Bisesi 10, Piccianello 8 | Punti | Labate 15, Giuri 11, Sangiorgio 10 |

| Arbitri: | Pignotti (Porto S. Giorgio) Furlani (Pescara) |

|                                      |       |                                      |
| Calderari 27, Arigliano 12, Giuri 11 | Punti | Balducci 12, Minci 12, Cinciarini 10 |

| Arbitri: | Soave (Bologna) Consiglio (Milano) |

|                         |       |                                      |
| Del Nostro 11, Zanon 10 | Punti | Arigliano 20, Giuri 16, Calderari 15 |

| Arbitri: | Ugatti G. (Salerno) Ugatti V. (Salerno) |

|                                       |       |                                      |
| Calderari 30, Arigliano 17, Labate 16 | Punti | Nardi 23, Nigrisoli 14, De Simone 12 |

| Arbitri: | Allegretti (Firenze) Gatti (Livorno) |

|                                     |       |                         |
| Quercia 18, Bastianoni 17, Gatti 13 | Punti | Arigliano 16, Labate 10 |

| Arbitri: | Iannascali (Pescara) D'Urso (Pescara) |

|                                    |       |                                    |
| Labate 23, Arigliano 19, Panessa 8 | Punti | Tirabosco 18, Paoli 15, Mannari 10 |

| Arbitri: | Degli Esposti (Bologna) Giuliano (Messina) |

|                                                  |       |                                      |
| Belardinelli 20, Marchionetti 19 Pierfederici 15 | Punti | Arigliano 17, Cecco 17, Zingarelli 8 |

| Arbitri: | Corradini (Modena) Fantini (Reggio Emilia) |

|                                   |       |                                     |
| Arigliano 30, Giuri 14, Labate 10 | Punti | Fucile 20, D'Anna 13, Napolitano 10 |

| Arbitri: | Ugatti G. (Salerno) Ugatti V. (Salerno) |

|                                        |       |                                   |
| Spinetti 21, Pedrazzini 19, Coneddu 16 | Punti | Cecco 23, Labate 18, Arigliano 13 |

| Arbitri: | Pisaroni (Piacenza) Proteia (Reggio Emilia) |

|                                       |       |                                  |
| Calderari 20, Labate 17, Arigliano 16 | Punti | Cruccas 10, Panilio 9, Lestini 9 |

| Arbitri: | Baletto (Genova) Soavi (Bologna) |

|                                             |       |                                      |
| Marchetti 33, Strappavecchia 14, Voselli 14 | Punti | Arigliano 21, Calderari 14, Cecco 11 |

| Arbitri: | Filacapana (Firenze) Pignotti (Porto S. Giorgio) |

|                                       |       |                                   |
| Calderari 27, Arigliano 20, Antelmi 8 | Punti | Lo Presti 30, Scarpa 12, Tumino 8 |

| Arbitri: | Colonetti (Milano) Spotti (Milano) |

|                                        |       |                                      |
| Guidali 29, Cinciarini 13, Sarselli 10 | Punti | Calderari 19, Arigliano 18, Cecco 10 |

### Coppa Italia
| Arbitri: | Costa (Taranto) Castagna (Bari) |

|                                          |       |                                       |
| Pellecchia 10, Cianciaruso 9, Perugino 9 | Punti | Arigliano 15, Labate 13, Calderari 12 |

| Arbitri: | Ugatti (Salerno) Imparato (Napoli) |

|                                 |       |                                    |
| Liaci 16, Lamalfa 10, Bettini 8 | Punti | Giuri 22, Calderari 12, Panessa 12 |

| Arbitri: | Mongiovi (Palermo) Morelli (Palermo) |

|                                   |       |                                  |
| G. Vento 40, Voi, 14, R. Vento 10 | Punti | Calderari 18, Labate 17, Dami 15 |

| Arbitri: | Iannascoli (Pescara) D'Urso (Pescara) |

|                                                  |       |                                   |
| Capriotti 19, Mencattini R. 10, Mencattini P. 10 | Punti | Giuri 19, Labate 19, Arigliano 11 |

| Arbitri: | Martolini (Roma) Ugatti (Salerno) |

|                                  |       |                                    |
| Labate 18, Calderari 17, Cecco 5 | Punti | Masini 18, Bariviera 17, Kenney 14 |

## Statistiche di squadra
| Competizione    | Punti | In casa | In casa | In casa | In casa | In casa | In trasferta | In trasferta | In trasferta | In trasferta | In trasferta | Totale | Totale | Totale | Totale | Totale | Totale |
| Competizione    | Punti | G       | V       | P       | PF      | PS      | G            | V            | P            | PF           | PS           | G      | V      | P      | PF     | PS     | DIF    |
| --------------- | ----- | ------- | ------- | ------- | ------- | ------- | ------------ | ------------ | ------------ | ------------ | ------------ | ------ | ------ | ------ | ------ | ------ | ------ |
| Serie B 1970-71 | 20    | 11      | 9       | 2       | 820     | 685     | 11           | 1            | 10           | 659          | 804          | 22     | 10     | 12     | 1479   | 1489   | -10    |
| Coppa Italia    | 8     | 1       | 0       | 1       | 56      | 87      | 4            | 4            | 0            | 307          | 237          | 5      | 4      | 1      | 363    | 324    | +39    |
| Totale          | 28    | 12      | 9       | 3       | 876     | 772     | 15           | 5            | 10           | 966          | 1041         | 27     | 14     | 13     | 1842   | 1813   | +29    |

## Fonti
La Gazzetta del Mezzogiorno edizione 1970-71
Il Corriere dello Sport edizione 1970-71